# Trigram (I Tjing)
De acht trigrammen van de I Tjing zijn gebaseerd op de vijf Chinese elementen. Deze trigrammen staan in het Boek van Veranderingen. Volgens de overlevering zijn de trigrammen lang geleden door Fu Xi (2952 - 2836 v.Chr.), de legendarische grondlegger van de Chinese cultuur, overgetekend naar de tekening op het schild van een schildpad.

## Lijstje

Acht trigrammen en yin yang

Dit zijn de trigrammen (八卦 bā guà: 'acht guà'):
| Naam   |   | Sym- bool | Lem- ma | Wind- streek |
| ------ | - | --------- | ------- | ------------ |
| Hemel  | ☰ |           | Hemel   | Noordwest    |
| Meer   | ☱ |           | Meer    | West         |
| Vuur   | ☲ |           | Vuur    | Zuid         |
| Donder | ☳ |           | Donder  | Oost         |
| Wind   | ☴ |           | Wind    | Zuidoost     |
| Water  | ☵ |           | Water   | Noord        |
| Berg   | ☶ |           | Berg    | Noordoost    |
| Aarde  | ☷ |           | Aarde   | Zuidwest     |

## Verklaring

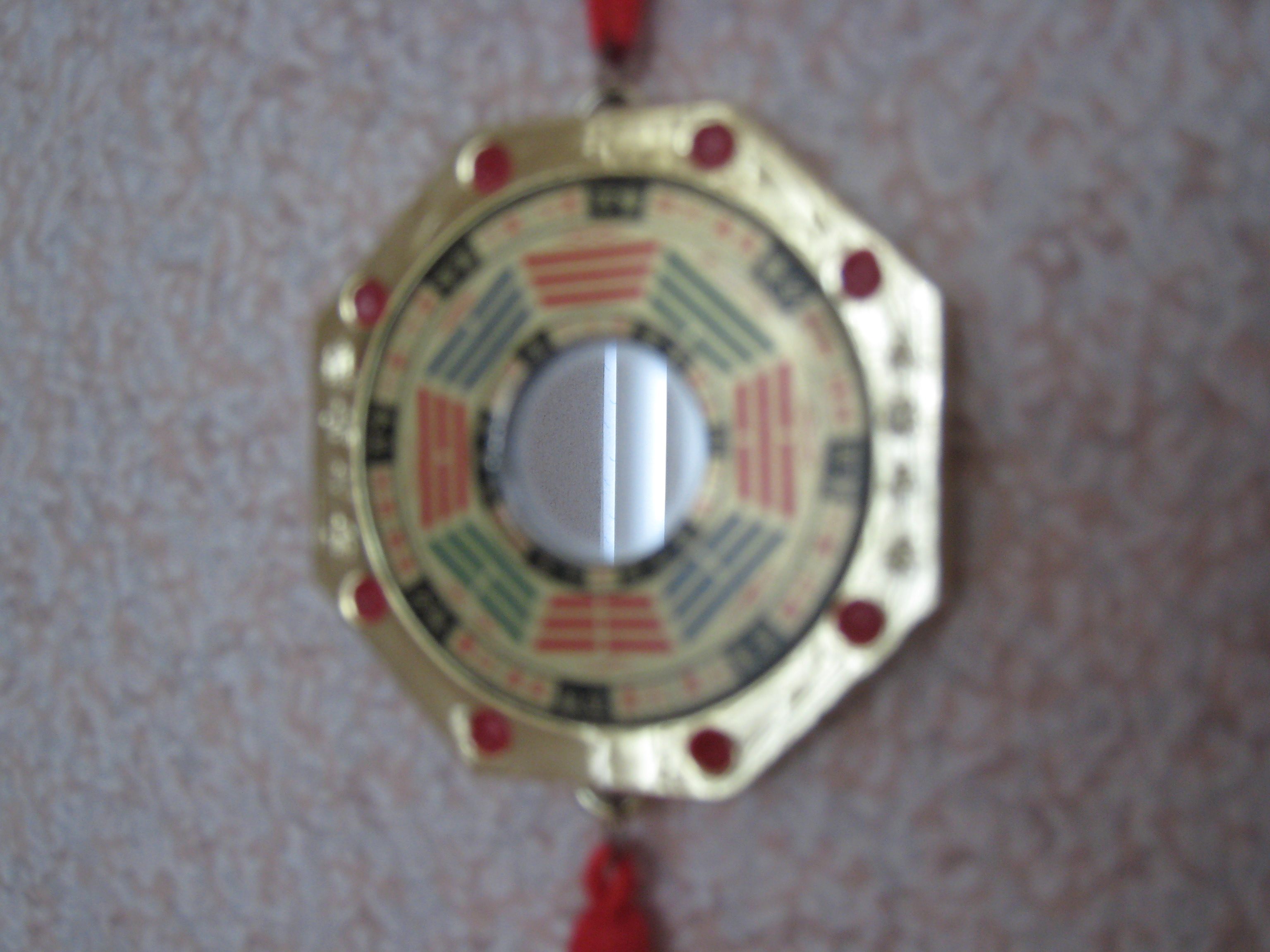
De trigrammen op een Chinese amulet
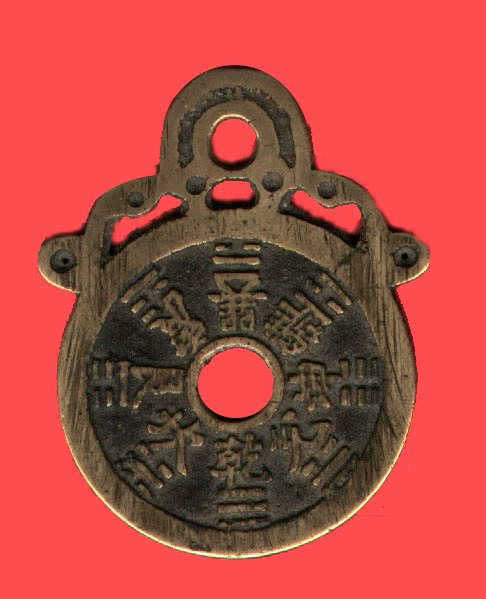
De trigrammen op een Chinese amulet

Elk trigram bestaat uit een combinatie van drie horizontale, boven elkaar geplaatste lijnen. De lijnen kunnen Yin of Yang zijn. Een ononderbroken lijn is een (mannelijke) Yang-lijn; een in het midden onderbroken lijn een (vrouwelijke) Yin-lijn.
Uit de trigrammen kunnen de hexagrammen van de I Tjing worden samengesteld.

## Keizerrijk Korea
De keizer van Korea stichtte op 16 april 1901 een Orde van de Acht Trigrammen (Koreaans: "P'alwaejang") De trigrammen van de I Tjing zijn ook in de Koreaanse cultuur belangrijke symbolen. Ook de Republiek China (op Taiwan) heeft een dergelijk ereteken; de Orde van het “Kosmische Diagram” van de Luchtmacht

## Modern gebruik

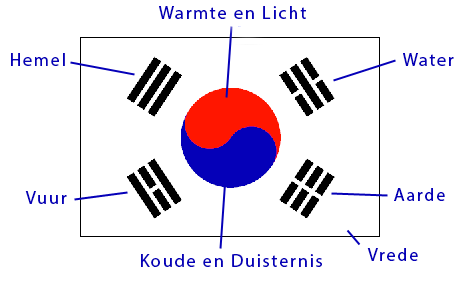
Vlag van Zuid-Korea

- De vlag van Zuid-Korea bevat de vier trigrammen hemel, water, vuur en aarde geschikt rondom het Yin en Yang symbool (Warmte/Licht en Koude/Duisternis) in het witte veld van de Vrede.
- Het logo van het DHARMA-initiatief in de serie Lost bevat de acht trigrammen van de I Tjing.
- Het nieuwe logo van Telecom Italia is het trigram berg in rood.